# Фанфари (филм, 1958)
„Фанфари“ (на нидерландски: Fanfare) е нидерландска комедия от 1958 година.

## Сюжет
В едно малко холандско селце назрява криза в духовия оркестър. Това довежда до разделянето му на две враждуващи помежду си групировки, всяка от които се стреми да получи държавна дотация. На фона на противостоянието се заражда романтична връзка между дръзка красавица и единствения полицай в селото...

## В ролите
- Ханс Каарт като Геурсен
- Бернхард Дроог като Крийнс
- Инеке Бринкман като Мария
- Вим ван ден Хеувел като Доуве
- Андрея Домбург като Лиес
- Алберт Мол като Шалм
- Хенк ван Буурен като Валентин
- Херберт Йоекс като Коендеринг
- Йохан Валк като ван Огтен
- Тон Лутц като Алтена
- Риек Шаген като Аалтия
- Сара Хейблом като председателката на асоциацията
- Дио Хуйсманс като Зваансдийк

## Номинации
- Номинация за Златна палма за най-добър филм от Международния кинофестивал в Кан, Франция през 1959 година.